# Eisingen (Baden-Württemberg)
Eisingen è un comune tedesco di 4 532 abitanti, situato nel land del Baden-Württemberg.